# Siol nan Gaidheal
Siol nan Gaidheal ([ ˈʃiəl̪ˠ nə ˈŋɛː.əl̪ˠ ] en català "Llavor dels gaels") és un grup ultranacionalista escocès menor i nacionalista ètnic que es descriu a si mateix com una "organització cultural i fraternal".
La primera encarnació del grup va ser fundada per Tom Moore el 1978, tot i que va desaparèixer dues vegades i va ser restablert per Jackie Stokes el 1987 i de nou el 1997.
Encara que el grup desautoritza públicament la política, SnG ha estat descrit per diversos comentaristes com des de "tradicionalista" fins a "criptofeixista" o "protofeixista". Els membres del grup han estat vetats de pertànyer al Partit Nacionalista Escocès nacionalista des de 1982.

## Nom
El nom del partit, ben escrit Sìol nan Gàidheal ([ ˈʃiəlˠ̪ nəŋ ˈkɛː.əlˠ̪ ]), és escrit en gaèlic escocès i significa "Llavor dels gaels". El terme sìol té nombrosos significats, més comunament traduïts com a "raça, cria, llinatge, descendència, llavor".

## Història

### Primera encarnació (1978 - 1985)
La primera encarnació de Siol nan Gaidheal va ser fundada l'any 1978 per Tom Moore, un escocès que va passar la seva infantesa als EUA. Va créixer immediatament després del referèndum de devolució de 1979, malgrat ser rebutjat pel corrent nacionalista SNP, l'executiu governant del qual va intentar prohibir a SnG del partit ja el 1980. El setembre de 1980, l'SNP va iniciar una investigació sobre el grup, amb Colin Bell com a vicepresident. SnG va ser totalment prohibit després de la conferència de l'SNP de 1982. El 1320 Club, que va ser prohibit per l'SNP el 1968, es va fusionar amb SnG el mateix any.
Al llarg de la dècada de 1980, Siol nan Gaidheal va publicar una revista anomenada Firinn Albannach[sic]  (Scottish Truth), que s'ha descrit com una retòrica que era "de to anticomunista, neofeixista i de vegades violent". La seguretat personal de la primera ministra Margaret Thatcher es va intensificar a Escòcia després que membres de SnG intentessin abordar-la fora de la conferència del Partit Conservador a Perth el 1982. Alguns membres de SnG van formar una ala paramilitar no oficial anomenada Arm nan Gaidheal (AnG; "Exèrcit del Gael"), que va ser responsable d'una sèrie d'atacs amb còctels molotov el 1982 i el 1983. Amb el rerefons de la divisió interna i les detencions de membres, la primera encarnació de Siol nan Gaidheal es va acabar el 1985.

### Segona encarnació (1987 - 1990)
Siol nan Gaidheal va ser restablert el 1987 per Jackie Stokes, membre del Partit Socialista Republicà Escocès. Aquesta segona encarnació del grup va rebutjar explícitament la violència. El 1988, va reclamar una afiliació de 300. Les seves activitats van incloure, el 1989, aixecar un cairn en memòria de Willie McRae —que era simpatitzant amb SNG, i possiblement en un moment donat membre — juntament amb Michael Strathern. A principis de la dècada de 1990, però, Stokes havia patit un atac de cor i després problemes renals, que efectivament van matar l'organització.

### Tercera encarnació (1997–present)

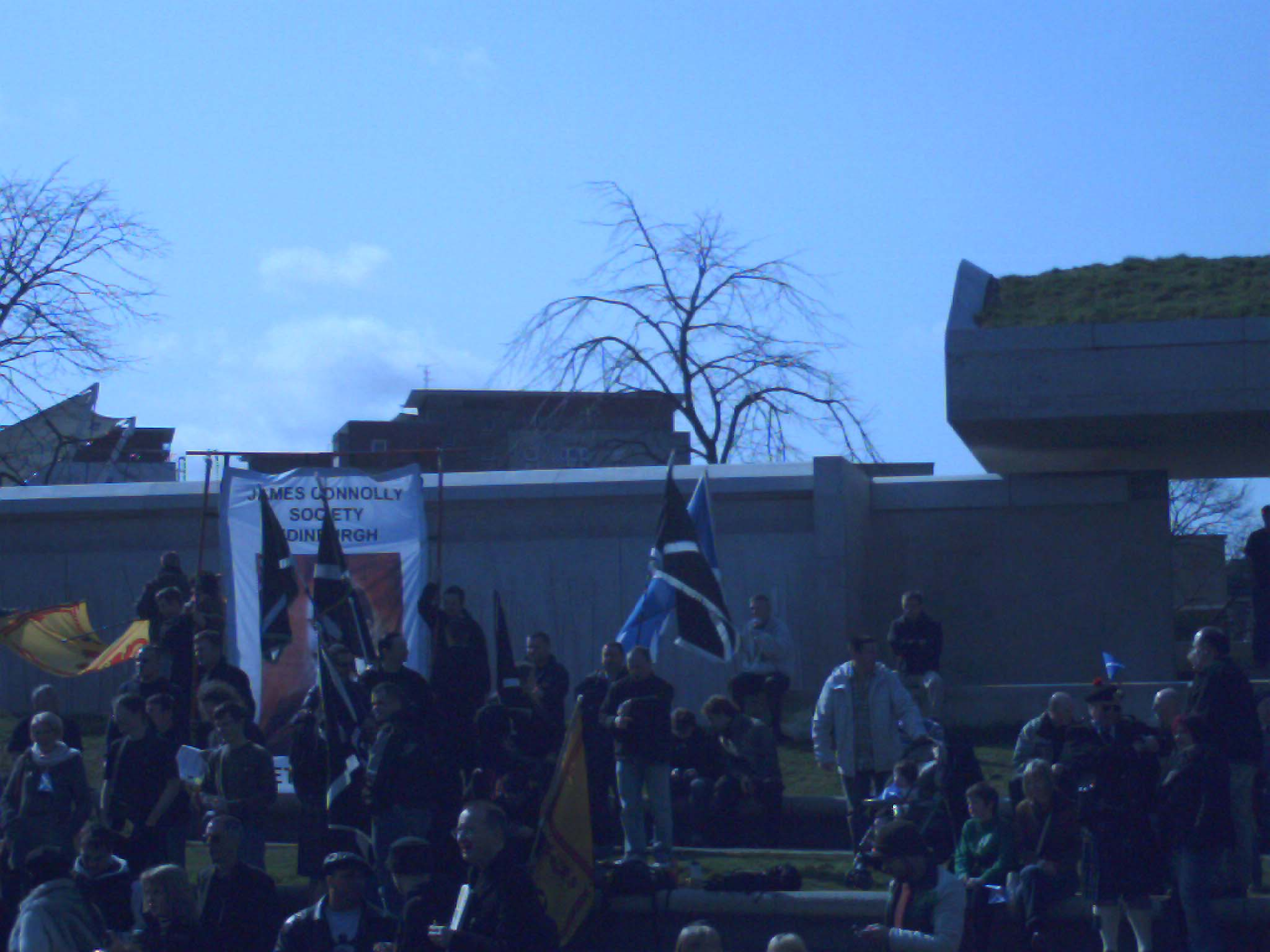
Siol nan Gaidheal i la Societat Connolly en una protesta el 2007.

Jackie Stokes finalment va restablir Siol nan Gaidheal per segona vegada el 1997, aquesta vegada concentrant-se principalment en el seu lloc web i fòrum de discussió en línia. Es van establir capítols als Estats Units d'Amèrica i al Canadà com a focus per a la diàspora escocesa a Amèrica del Nord. Stokes va morir el 24 de juliol de 2001, provocant un descens de l'activitat del grup. El maig de 2006, SnG va celebrar la seva primera Ard Fhèis (conferència anual del partit) en 14 anys, a Dalwhinnie, Escòcia.
Siol nan Gaidheal va fer campanya activa durant el referèndum d'independència del 2014, tot i que la campanya principal de Yes Scotland es va distanciar de SnG. El grup va ser notícia abans del referèndum per interpel·lar el parlamentari laborista Jim Murphy en les seves visites a Dundee i Montrose.
L'11 de gener de 2020, la manifestació independentista All Under One Banner a Glasgow va marxar darrere d'una pancarta amb el símbol de Siol nan Gaidheal.
El juny de 2022, Evelyn Tweed membre del parlament per l'SNP es va disculpar després de ser fotografiada sostenint la bandera de Siol nan Gaidheal.

## Objectiu i ideologia
El lloc web de Siol nan Gaidheal resumeix les seves opinions de la següent manera:
| « | (anglès) The Siol nan Gaidheal organization supports the revival of the Folkic traditions of Scotland and the Gaelic and Scots languages. The land of Scotland, from which we as a people and our culture spring, is central to our vision. Sustainable land use is vital for the future of our country. Land must be reclaimed for the benefit of our people. Siol nan Gaidheal seeks to liberate the Scottish people from the worst excesses of English/British Cultural Imperialism and believes that English people resident in Scotland will integrate into and make a full contribution to the community of Scotland. SnG will dedicate itself to fulfilling our commitments to our country and people, we will thus not stand idly by and watch our country being used, abused or betrayed by enemies both internal and external. We are content to leave party political action to the Scottish National Party and the forthcoming Scottish Parliament. SnG exists to promote, safeguard and stimulate a third Scottish Renaissance which will use the best past traditions of Scotland to forge a new Nation which will be an example to the world. | (català) L'organització Siol nan Gaidheal dóna suport al renaixement de les tradicions folklòriques d'Escòcia i de les llengües gaèlica i escocesa. La terra d'Escòcia, de la qual naixem com a poble i la nostra cultura, és fonamental per a la nostra visió. L'ús sostenible del sòl és vital per al futur del nostre país. Cal recuperar la terra en benefici del nostre poble. Siol nan Gaidheal pretén alliberar el poble escocès dels pitjors excessos de l'imperialisme cultural anglès/britànic i creu que els anglesos residents a Escòcia s'integraran i faran una contribució plena a la comunitat d'Escòcia. SnG es dedicarà a complir amb els nostres compromisos amb el nostre país i la nostra gent, així no ens quedarem de braços mirant com el nostre país és utilitzat, maltractat o traït per enemics tant interns com externs. Ens acontentem a deixar l'acció política del partit al Partit Nacional Escocès i al pròxim Parlament escocès. SnG existeix per promoure, salvaguardar i estimular un tercer renaixement escocès que utilitzarà les millors tradicions del passat d'Escòcia per forjar una nova nació que serà un exemple per al món. | » |

Han estat titllats de "protofeixistes" per l'antic líder de l'SNP Gordon Wilson.